# Nicolae Bălan
Nicolae Bălan (n. 27 aprilie 1882, Blăjenii de Sus, România – d. 6 august 1955, Sibiu, România) a fost un Mitropolit ortodox al Ardealului (1920-1955) și membru de onoare al Academiei Române din 1920.

## Biografie

### Copilărie, școală și studii
Născut în satul Blăjenii de Sus din județul Bistrița-Năsăud, Nicolae Bălan era primul dintre cei opt copii ai preotului Vasile Bălan și ai Mariei Bălan. A urmat cursurile Facultății de Teologie din Cernăuți, având un bun renume în rândul profesorilor și studenților acestei prestigioase instituții de învățământ superior. A urmat apoi studii de specialitate (teologie) la Universitatea din Breslau, iar la 25 iulie 1905 a obținut titlul de doctor în teologie la Universitatea din Cernăuți.

### Carieră: începuturile (1905-18)
Tot în 1905 a venit la Sibiu, predând teologia la Seminarul andreian, iar în 1909 a devenit profesor titular al Catedrei de teologie sistematică, activând acolo până în anul 1920.
În cei 15 ani în care a activat ca profesor în sistemul de învățământ teologic, a publicat numeroase studii și articole. În 1907 a întemeiat primul periodic de cultură teologică academică din Ardeal: Revista Teologică, care a apărut până în anul 1916. În 1911 a înființat Biblioteca Bunului Păstor venind în ajutorul clerului, iar în 1918 a fondat Gazeta poporului, care a menținut trează conștiința înfăptuirii unirii tuturor românilor.
În noiembrie 1918, Consiliul Național Român din Transilvania l-a trimis pe Nicolae Bălan la Iași, cu misiunea de a interveni pe lângă membrii Guvernului României pentru realizarea unității naționale.

### Perioada interbelică
La 27 februarie 1920 Nicolae Bălan a fost ales și hirotonit mitropolit al Ardealului, întronizarea oficială având loc în ziua de 30 mai 1920, în Catedrala din Sibiu.
În calitate de mitropolit, a contribuit substanțial la întocmirea Statutului de organizare a Bisericii Ortodoxe Române, aprobat în anul 1925, și a apărat cu tărie autonomia Bisericii.
la inițiativa sa, în 1921, Institutul Teologic din Sibiu este ridicat la rangul de Academie Teologică. Începând cu anul 1943, Academia Teologică din Sibiu va elibera diplome de licență, iar din 1948, institutul a obținut gradul de universitate. Până în anul 1948, mitropolitul Nicolae Bălan a îndrumat și activitatea școlilor secundare aflate până atunci în grija Bisericii: Liceul Andrei Șaguna din Brașov, Liceul Avram Iancu din Brad și Școala normală Andrei Șaguna din Sibiu. În plus, el a înființat o Școală normală de fete, o Școală de cântăreți bisericești și un internat arhidiecezan, toate în Sibiu. A construit Schitul Paltini și un cămin de bătrâni, precum și paraclisul și biblioteca Academiei Teologice din Sibiu.
Nicolae Bălan a fost și un important ecumenist. Astfel, în 1925 el a participat la Congresul Ecumenist de la Stockholm, iar în 1926 la Conferința ecumenismului practic de la Berna.
Mitropolitul Nicolae Bălan a fost un sprijinitor fervent al Gărzii de Fier, unde a fost atras de către prietenul său, preotul Ioan Moța. În 1930, un alt preot, Iosif Trifa, s-a pronunțat împotriva Gărzii de Fier pentru folosirea violenței; Bălan l-a concediat din conducerea editorială a revistei Lumina Satelor. Noul editor, Ioan Moța, a transformat revista într-un organ de propagandă legionară. Bălan l-a repus însă în funcție pe Trifa. În februarie 1937, fiul lui Moța, legionarul Ion Moța, a fost ucis în luptele din cadrul Războiului Civil din Spania, împreună cu Vasile Marin. Mitropolitul Nicolae Bălan a condus procesiune celor peste două sute de preoți simpatizanți legionari de la funeraliile lui Moța și Marin. În septembrie 1940, mitropolitul Bălan a orchestrat celebrarea liderului și fondatorului Gărzii de Fier, ucis împreună cu alte căpetenii legionare, din ordinul Regelui Carol al II-lea. (vezi "Legionarii, între pistol și Dumnezeu", Adevărul, 23 octombrie, 2014)

### Al Doilea Război Mondial
În timpul evenimentelor tragice pentru România din vara anului 1940, la ședința Consiliului de Coroană (29-30 august 1940) el a protestat energic împotriva Dictatului de la Viena și s-a pronunțat ferm în vederea reîntregirii teritoriale naționale.
Imediat după ocuparea Transnistriei în anul 1941 a vizitat acest teritoriu și a pus bazele Misiunii Ortodoxe Române din Transnistria. Din acest motiv, în anul 1945, după întoarcerea frontului și ocuparea României de către Armata Roșie, a existat temerea că mitropolitul Bălan va fi înlăturat din funcție alături de ceilalți ierarhi ortodocși activi în Transnistria, precum Tit Simedrea, mitropolitul Bucovinei, respectiv Nifon Criveanu, mitropolitul Olteniei. Acest lucru nu s-a întâmplat întrucât mitropolitul Bălan și-a arătat utilitatea față de sovietici.
Decizia generalului Antonescu de a revoca hotărârea inițială româno-germană, și de a nu-i mai deporta pe evreii din Ardealul de sud, Moldova și Muntenia spre lagărele naziste din Polonia ocupată, luată dintr-un complex de motive strategice, s-a datorat, după toate probabilitățile și într-o măsură importantă, intervenției Mitropolitului Bălan, ale Familiei Regale și ale corpului diplomatic.

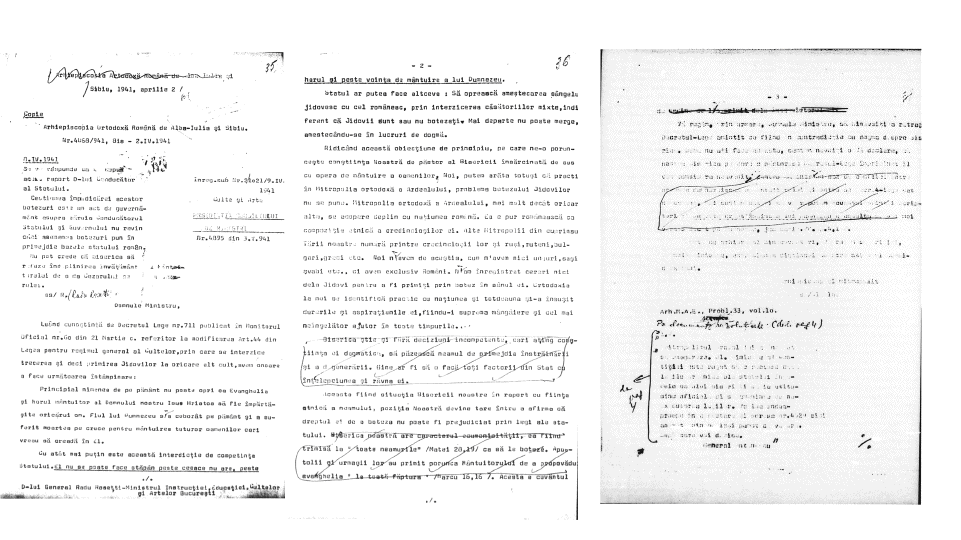
Scrisoarea lui Bălan ca reacție la Legea 711 ce interzicea convertirea evreilor din 1941. Acesta protestează împotriva ingerinței statului în probleme de dogmă dar, în același timp, propune interzicearea tuturor căsătoriilor mixte, inclusiv cele care implică evrei convertiți.

### Sub regimul comunist
În anul 1948, după moartea patriarhului Nicodim Munteanu, care se opusese unei înghițiri în stil sovietic a Bisericii Române Unite cu Roma de către Biserica Ortodoxă Română, mitropolitul Bălan a pus în aplicare, împreună cu patriarhul Justinian Marina, planul de desființare a Bisericii Române Unite.
La 15 mai 1948 a fost sărbătorit cu mare fast, în prezența lui Gheorghe Gheorghiu-Dej și a lui Petru Groza, centenarul Adunării de la 3/15 mai 1848 de la Blaj. Câmpia Libertății a fost panotată cu portrete ale lui Karl Marx, Friedrich Engels și Lenin, respectiv cu sloganuri purtând inscripții de genul „Trăiască RPR!” În cadrul acestei manifestații mitropolitul Bălan a rostit un discurs de chemare a uniților la ortodoxie, fapt care avea să coincidă cu ofensiva explicită a guvernului Groza împotriva Bisericii Române Unite. Episcopului unit de la Blaj Ioan Suciu nu i s-a îngăduit să vorbească după discursul ofensator al mitropolitului ortodox de la Sibiu. Episcopul ortodox de la Oradea, Nicolae Popoviciu, a refuzat să mai ia cuvântul în momentul în care a văzut că manifestația fusese deturnată de autoritățile comuniste.
Episcopul unit Vasile Aftenie, vicar la București, a calificat cuvântarea mitropolitului Bălan din 15 mai 1948 drept „o îndrăzneață nerușinare”. Referindu-se la chemarea „acasă” din 15 mai, episcopul Vasile Aftenie a arătat că „acasă” înseamnă la Blaj și la Roma, „unde este Apusul civilizat, aci ne sunt prietenii care ne-au ajutat să clădim o Românie liberă.” Autoritățile comuniste au interzis imediat orice reacție publică de apărare a Bisericii Române Unite.

### Decesul si înmormântarea
După ce a condus timp de 35 de ani Mitropolia Ortodoxă a Ardealului, Nicolae Bălan a decedat la 6 august 1955, în reședința mitropolitană de la Sibiu, la vârsta de 73 de ani, în urma unei boli de inimă. În testamentul său, întocmit în urmă cu zece ani, mitropolitul Ardealului își mărturisea dorința de a fi înmormântat la Mănăstirea Brâncoveanu, din Sâmbăta de Sus, ctitorie a sa. Slujba de înmormântare a fost săvârșită în ziua de 9 august 1955, de un sobor de ierarhi și preoți în frunte cu patriarhul Iustinian, locul de înmormântare al lui Nicolae Bălan aflând-se în partea dreaptă a pronaosului bisericii mănăstirii, loc dinainte rânduit.

## Opera
Nicolae Bălan, Chestiunea bisericească din România și autonomia bisericii noastre, Sibiu,Tiparul tipografiei arhidiecezane, 1910  
Nicolae Bălan, Biserica luptătoare. Considerațiuni asupra drepturilor bisericii și asupra chemării preoțești,Sibiu, Tiparul tipografiei arhidiecezane, 1910 
Nicolae Bălan, Un congres biblic românesc, Sibiu,Tiparul tipografiei arhidiecezane, 1912
Nicolae Bălan, Evanghelia și democrația, ortodoxia și neamul, biserica și statul, Sibiu,Tiparul tipografiei arhidiecezane, 1923
Nicolae Bălan, Biserica neamului și drepturile ei (discurs rostit la direcția generală asupra proiectului de lege a cultelor, în ședința de la 27 martie 1928), Sibiu, Tipografia arhidiecezană, 1928
Nicolae Bălan, Biserica împotriva Concordatului ( declarația episcopatului ortodox român prezentă la discuția pentru ratificarea concordatului, în ședința de la 23 mai 1928, a Senatului Român, Sibiu, Tipografia Arhidiecezană, 1928 
Nicolae Bălan, Ortodoxia în mijlocul frământărilor de azi, Sibiu,Tipografia Arhidiecezană, 1933   
Nicolae Bălan, Fereastră deschisă spre Ierusalimul românesc (cuvântare rostită în catedrala din Oradea, în ziua de 11 noiembrie 1934), Sibiu, Tiparul tipografiei arhidiecezane, 1934 etc. 

## Distincții
- Ordinul Meritul Cultural în gradul de Ofițer, pentru biserică (23 septembrie 1942)[12]
- Ordinul „Steaua Republicii Populare Române” clasa a II-a (6 iunie 1953) „pentru merite în activitatea patriotică și pentru contribuția adusă cauzei păcii”[13]

În timpul slujirii sale, mitropolitul Nicolae Bălan a primit mai mult decorații, printre care amintim: Ordinul Sfinților Apostoli Petru și Pavel, din partea Patriarhiei Apostolice din Antiohia; Ordinul Sfântului Mormant, din partea Bisericii din Ierusalim; Ordinul Nilului, din partea Bisericii din Egipt.

## Galerie de imagini

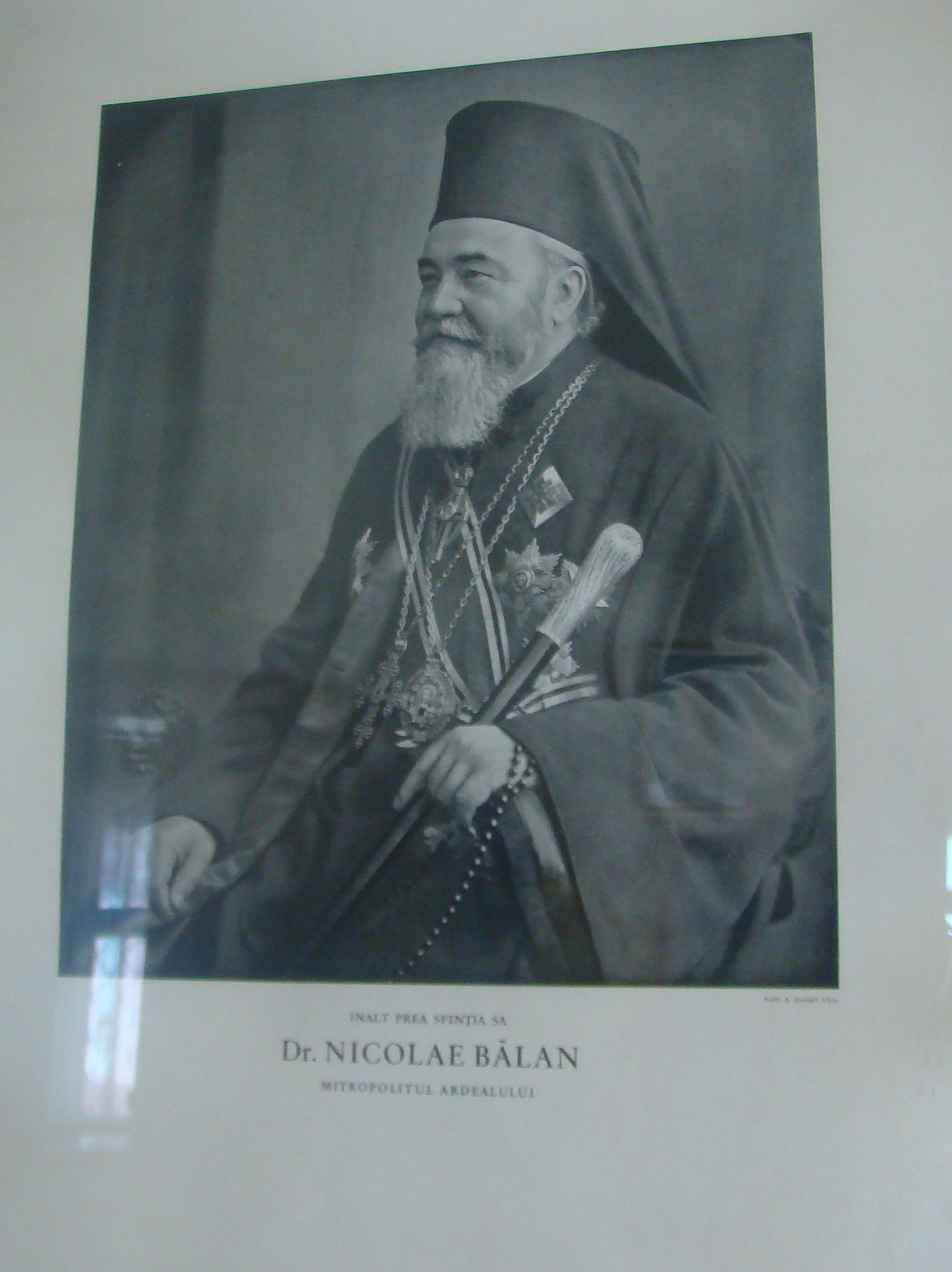
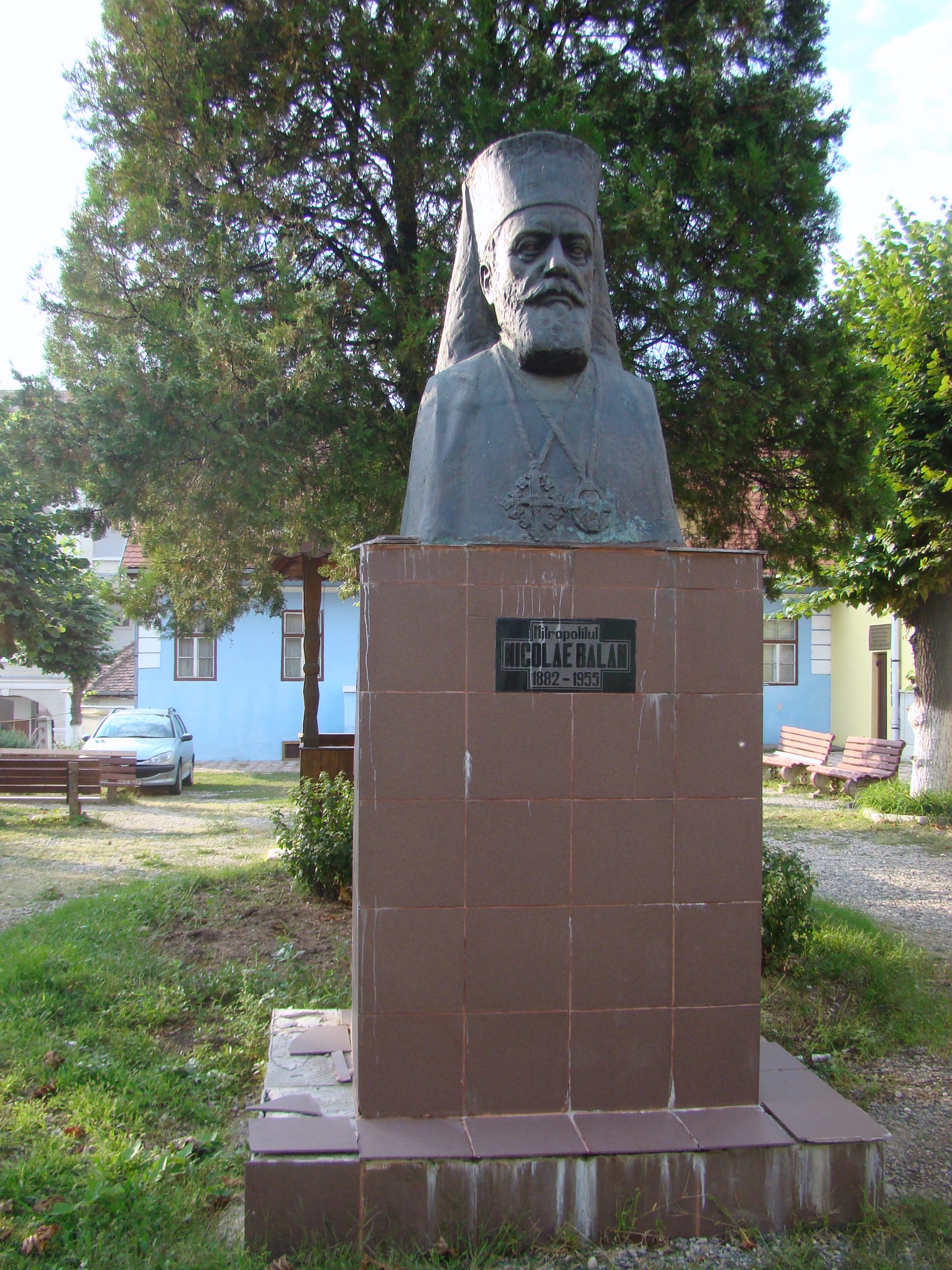
Bustul mitropolitului Nicolae Bălan din incinta Arhiepiscopiei Sibiului